# Nathan (prophète)
Pour les articles homonymes, voir Nathan et Nathan (Bible).
Nathan (hébreu : נָתָן, qui signifie "donné"), est, selon la Bible, l’un des principaux prophètes à la cour du roi David. 

## Biographie
Durant ses fonctions de conseiller spirituel de David, il réfléchit avec lui sur le contraste entre sa propre maison confortable et la tente dans laquelle l'Arche d'Alliance est logée. Nathan a ensuite annoncé à David l'alliance que Dieu faisait avec lui.
Après l’adultère de David avec la femme d’Urie le Hittite,  Bethsabée, Nathan lui raconte une parabole pour lui faire comprendre la gravité de son péché . Nathan a écrit des chroniques sur le règne de David. Il est intervenu pour que le fils de Bethsabée et de David, Salomon, obtienne la succession du trône. Ses actions sont décrites dans le Deuxième livre de Samuel (principalement 2Samuel 7, 2-17 et 12, 1-25), le Premier livre des Rois, les Chroniques et dans le traité talmudique Horayot (en). Par la suite, Nathan continue à conseiller David, l'avertissant sur son lit de mort des intrigues que nourrit Adonias à l'encontre de Salomon, ce qui précipite le couronnement de celui-ci. Nathan joua également un rôle dans la musique du Premier Temple de Jérusalem.
Un livre perdu appelé Livre de Nathan le prophète (en) est mentionné dans la Bible,.